# Уолдън
Вижте пояснителната страница за други значения на Уолдън.
Уолдън (на английски: Walden), публикувана през 1854 г. като Уолдън или Живот в гората (на английски: Walden; or, Life in the Woods) е автобиографична есеистична книга от американския писател и мислител Хенри Дейвид Торо. Творбата е отчасти декларация за лична независимост, социален експеримент, пътешествие за духовно себеоткриване и наръчник за уповаване на собствените сили.
Книгата описва пребиваването на Торо в построената от самия него къщичка на брега на езерото Уолдън насред гора, притежавана от неговия приятел и наставник Ралф Уолдо Емерсън близо до Конкорд, Масачузетс. Торо не възнамерявал да живее като отшелник: той приема гости и отвръща на посещенията им. Вместо това той се надявал да се изолира от обществото, за да придобие по-обективно разбиране за него. Простият живот и самодостатъчността са другите цели на Торо и целият проект е вдъхновен от трансценденталистката философия, централна тема на американския романтически период. Както Торо изяснява в книгата, неговата къщичка не е в пустошта, а недалеч от дома на семейството му и в близост до града.

## Теми
Уолдън подчертава важността на разчитането на собствените сили, усамотението, съзерцанието и близостта до природата за преминаването отвъд „отчаяното съществуване“, което според автора е съдбата на повечето хора. Книгата не е традиционен животопис, а съчетава автобиография със социална критика на консуматорските и материалистични отношения в съвременната западна култура и нейното пренебрегване и унищожаване на природата. Това, че книгата не е просто обществена критика, а също опит съзидателно да се взаимодейства с по-добрите аспекти на съвременната култура се подсказва както от близостта на Торо до Конкордското общество, така и от възхищението му от класическата литература.
Торо гледа на своето пребиваване край Уолдън като на благороден експеримент с тройна цел. Първо той избягва обезчовечаващите аспекти на Индустриалната революция като се връща към прост, земеделски начин на живот. Второ той опростява живота си и намалява разходите си, увеличавайки количеството от свободно време, в което може да работи над творбите си (повечето от Седмица по реките Конкорд и Меримак е написано край Уолдън). В голямата си част книгата е насочена към събуждане на съзнание за това как човек живее живота си, материално и духовно, и как той може да избере да го живее по-съзнателно. Трето, той прилага на практика трансценденталисткото вярване, че човек може да надмине нормалността и да изживее Идеала или Божественото чрез природата.